# Gobierno estatal de Schleswig-Holstein
El Gobierno estatal de Schleswig-Holstein (en alemán, Landesregierung von Schleswig-Holstein) es la institución de carácter ejecutivo en que se organiza el gobierno estatal del estado federado de Schleswig-Holstein (Alemania). Sus poderes quedaron regulados en la sección III de la Constitución del Estado federado de Schleswig-Holstein de 13 de diciembre de 1949.
El gobierno está formado por el Ministro-Presidente, quien encabeza el poder ejecutivo, y los ministros estatales, que son nombrados por el jefe del ejecutivo. El Ministro-Presidente establece las directrices de la política gubernamental y es responsable de ellas (lo que se conoce como la autoridad política). Dentro de las directrices establecidas, los ministros gestionan de manera independiente el área de responsabilidad que les ha sido asignada (el ministerio correspondiente). El gobierno estatal opera de acuerdo con normas de procedimiento.
El Ministro-Presidente es elegido por la mayoría del Parlamento Regional Schleswigense-Holsteiniano, pudiendo ser elegido en las dos primeras rondas por mayoría absoluta de la cámara y en la tercera por mayoría simple, con más votos a favor que en contra. En caso de no obtener ninguna de las dos mayorías, se procederá a la búsqueda de un nuevo candidato.

## Listado de Ministros-presidentes desde 1949
| Legislatura       | Gobierno        | N.º  | Fotografía            | Ministro-Presidente del Gobierno estatal de Schleswig-Holstein | Inicio del mandato      | Fin del mandato         | Duración del mandato       |
| ----------------- | --------------- | ---- | --------------------- | -------------------------------------------------------------- | ----------------------- | ----------------------- | -------------------------- |
| I (1947-1950)     | Steltzer        | 1.°  |                       | Theodor Steltzer                                               | 11 de abril de 1946     | 29 de abril de 1947     | 1 año y 18 días            |
| I (1947-1950)     | üdemann         | 2.°  |                       | Hermann Lüdemann                                               | 29 de abril de 1947     | 29 de agosto de 1949    | 2 años y 4 meses           |
| I (1947-1950)     | Diekmann        | 3.°  |                       | Bruno Diekmann                                                 | 29 de agosto de 1949    | 5 de septiembre de 1950 | 1 año y 7 días             |
| II (1950-1954)    | Bartram         | 4.°  |                       | Walter Bartram                                                 | 5 de septiembre de 1950 | 25 de junio de 1951     | 9 meses y 20 días          |
| II (1950-1954)    | Lübke I         | 5.°  |                       | Friedrich Wilhelm Lübke                                        | 25 de junio de 1951     | 27 de junio de 1951     | 3 años, 3 meses y 16 días  |
| II (1950-1954)    | Lübke II        | 5.°  | 27 de junio de 1951   | Friedrich Wilhelm Lübke                                        | 11 de octubre de 1954   |                         | 3 años, 3 meses y 16 días  |
| III (1954-1958)   | von Hassel I    | 6.°  |                       | Kai-Uwe von Hassel                                             | 11 de octubre de 1954   | 27 de octubre de 1958   | 8 años, 2 meses y 27 días  |
| IV (1958-1962)    | von Hassel II   | 6.°  | 27 de octubre de 1958 | Kai-Uwe von Hassel                                             | 7 de enero de 1963      |                         | 8 años, 2 meses y 27 días  |
| V (1962-1967)     | Lemke I         | 7.°  |                       | Helmut Lemke                                                   | 7 de enero de 1963      | 3 de mayo de 1967       | 8 años, 4 meses y 22 días  |
| VI (1967-1971)    | Lemke II        | 7.°  | 3 de mayo de 1967     | Helmut Lemke                                                   | 29 de mayo de 1971      |                         | 8 años, 4 meses y 22 días  |
| VII (1971-1975)   | Stoltenberg I   | 8.°  |                       | Gerhard Stoltenberg                                            | 29 de mayo de 1971      | 26 de mayo de 1975      | 11 años, 4 meses y 10 días |
| VIII (1975-1979)  | Stoltenberg II  | 8.°  | 26 de mayo de 1975    | Gerhard Stoltenberg                                            | 28 de mayo de 1979      |                         | 11 años, 4 meses y 10 días |
| IX (1979-1983)    | Stoltenberg III | 8.°  | 28 de mayo de 1979    | Gerhard Stoltenberg                                            | 4 de octubre de 1982    |                         | 11 años, 4 meses y 10 días |
| IX (1979-1983)    | Barschel I      | 9.°  |                       | Uwe Barschel                                                   | 4 de octubre de 1982    | 12 de abril de 1983     | 4 años, 11 meses y 25 días |
| X (1983-1987)     | Barschel II     | 9.°  | 12 de abril de 1983   | Uwe Barschel                                                   | 2 de octubre de 1987    |                         | 4 años, 11 meses y 25 días |
| XI (1987-1988)    | Schwarz         | -    |                       | Henning Schwarz                                                | 2 de octubre de 1987    | 31 de mayo de 1988      | 7 meses y 29 días          |
| XII (1988-1992)   | Engholm I       | 10.° |                       | Björn Engholm                                                  | 31 de mayo de 1988      | 5 de mayo de 1992       | 4 años, 11 meses y 19 días |
| XIII (1992-1996)  | Engholm II      | 10.° | 5 de mayo de 1992     | Björn Engholm                                                  | 19 de mayo de 1993      |                         | 4 años, 11 meses y 19 días |
| XIII (1992-1996)  | Simonis I       | 11.ª |                       | Heide Simonis                                                  | 19 de mayo de 1993      | 22 de mayo de 1996      | 11 años, 11 meses y 8 días |
| XIV (1996-2000)   | Simonis II      | 11.ª | 22 de mayo de 1996    | Heide Simonis                                                  | 28 de marzo de 2000     |                         | 11 años, 11 meses y 8 días |
| XV (2000-2005)    | Simonis III     | 11.ª | 28 de marzo de 2000   | Heide Simonis                                                  | 27 de abril de 2005     |                         | 11 años, 11 meses y 8 días |
| XVI (2005-2009)   | Carstensen I    | 12.° |                       | Peter Harry Carstensen                                         | 27 de abril de 2005     | 27 de octubre de 2009   | 7 años, 1 mes y 15 días    |
| XVII (2009-2012)  | Carstensen II   | 12.° | 27 de octubre de 2009 | Peter Harry Carstensen                                         | 12 de junio de 2012     |                         | 7 años, 1 mes y 15 días    |
| XVIII (2012-2017) | Albig           | 13.° |                       | Torsten Albig                                                  | 12 de junio de 2012     | 28 de junio de 2017     | 5 años y 16 días           |
| XIX (2017-2022)   | Günther I       | 14.° |                       | Daniel Günther                                                 | 28 de junio de 2017     | 29 de junio de 2022     | 8 años, 1 mes y 8 días     |
| XX (2022-)        | Günther II      | 14.° | 29 de junio de 2022   | Daniel Günther                                                 | En el cargo             |                         | 8 años, 1 mes y 8 días     |

## Composición
|                                                                          |                       |                                                  |                                       |
|                                                                          |                       |                                                  |                                       |
| Partido político                                                         |                       | Unión Demócrata Cristiana de Alemania            | Unión Demócrata Cristiana de Alemania |
| Partido político                                                         | Alianza 90/Los Verdes |                                                  |                                       |
| Ministro-Presidente                                                      |                       |                                                  |                                       |
| Ministro-Presidente                                                      |                       | Daniel Günther Desde 29 de junio de 2022         |                                       |
| Viceministra-Presidenta                                                  |                       |                                                  |                                       |
| Viceministra-Presidenta                                                  |                       | Aminata Touré Desde el 1 de agosto de 2024       |                                       |
| Ministros                                                                |                       |                                                  |                                       |
| Finanzas                                                                 |                       | Silke Schneider Desde el 1 de agosto de 2024     |                                       |
| Justicia y Salud                                                         |                       | Kerstin von der Decken Desde 29 de junio de 2022 |                                       |
| Educación, Ciencia, Investigación y Cultura                              |                       | Dorit Stenke Desde 6 de mayo de 2025             |                                       |
| Interior, Asuntos Municipales, Vivienda y Deportes                       |                       | Sabine Sütterlin-Waack Desde 29 de junio de 2022 |                                       |
| Transición Energética, Protección del Clima, Medio Ambiente y Naturaleza |                       | Tobias Goldschmidt Desde 29 de junio de 2022     |                                       |
| Economía, Transportes, Trabajo, Tecnología y Turismo                     |                       | Claus Ruhe Madsen Desde 29 de junio de 2022      |                                       |
| Asuntos Sociales, Juventud, Familia, Mayores, Integración e Igualdad     |                       | Aminata Touré Desde 29 de junio de 2022          |                                       |
| Agricultura, Zonas Rurales, Europa y Protección del Consumidor           |                       | Werner Schwarz Desde 29 de junio de 2022         |                                       |
| Jefe de la Cancillería del Estado                                        |                       | Dirk Schrödter Desde 29 de junio de 2022         |                                       |